# Варлаам (Чернявський)
Єпископ Варлаам (в миру — Василь Никифорович Чернявський; 28 лютого 1819, село Коболчин, Хотинський повіт, Бессарабська область — 21 травня 1889) — єпископ Мінський і Туровський.

## Походження та навчання
Василь Чернявський народився в родині священика. Сім'я жила небагато, та й до того ж сам він був хворобливою дитиною. 5 жовтня 1835 року Василь був зарахований паламарем (дячком) до Коболчинської церкви.

## Послушенство
16 січня 1836 року він вступив послушником до Гиржавського Вознесенського монастиря Кишинівської єпархії.
У 1841 році з особливого дозволу Святійшого Синоду Василь Чернявський був прийнятий до духовного училища. Через чотири роки 1 вересня 1845 року він вступив до Кишинівської духовної семінарії.
А 4 квітня 1848 року пострижений у чернецтво; 6 травня висвячений у сан ієродиякона, а 9 травня — в ієромонаха. Був також економом архієрейського будинку. 15 червня 1851 року Василь Чернявський закінчив курс семінарії і вже 14 листопада того ж року був призначений ігуменом Фрумошського Успенського монастиря.
7 січня 1855 року він вступив до Петербурзької духовної академії. А 23 вересня 1858 року він закінчив курс академії і 6 листопада того ж року призначений вчителем Катеринославської духовної семінарії.
13 березня 1858 року ому було присвоєно ступінь магістра.

## Пероіод настоятельства
З 23 березня 1859 року — інспектор Катеринославської духовної семінарії.
11 вересня того ж року Василь Чернявський був переведений до Кишинівської духовної семінарію.  15 квітня 1860 року він був призначений настоятелем Фрумошського Успенського монастиря. 6 грудня 1859 року він возведений у сан архімандрита.
30 липня 1862 року призначений ректором Кишинівської духовної семінарії.
13 серпня 1862 року призначений настоятелем Курковского Різдво-Богородицького монастиря. 14 лютого 1875 року хіротонісаний в єпископа Тотемського, вікарія Вологодської єпархії. З 9 вересня 1876 року — єпископ Виборзький, вікарій Санкт-Петербурзької єпархії. З 26 липня 1880 року — єпископ Мінський і Туровський.
На всіх щаблях своєї служби преосвященний Варлаам залишив про себе світлу пам'ять. Поряд з церковною діяльністю преосвященний Варлаам займався науками і особливо вивченням протираскольническої літератури.

## Смерть
Помер Василь Чернявський 21 травня 1889 року.